# こよみ
こよみ（本名：牧野暦、1991年1月3日- ）は、日本の女性コスプレイヤー。タレント、モデル、実業家。AxiSManagement所属代表。LIVEやゲーム実況、MCをはじめ、アイドルキャラクターから男装までこなすマルチなコスプレイヤー。
Amebaオフィシャルブログ「Beautiful ωorld」がコスプレイヤーランキング1位を獲得。企業イベントやテレビや雑誌など、様々な媒体に出演。

## 略歴
2008年、友人に内緒でコスプレイベントに連れて行かれ、涼宮ハルヒのコスプレをさせられる。元々オタクでコミケなどのイベントには何度も参加していたが、コスプレ自体には興味がなく、むしろ苦手だった。
2011年、Co-43名義でニコニコ生放送を開始。
2012年、とらドラ!の逢坂大河のコスプレがまとめサイトに載り、これをきっかけに活動を活発化させる。
2013年、人気コスプレイヤーたちによる1日限定メイド喫茶cafe RomancE.を企画、主催する。
2014年、夏コミでのラブライブ!の西木野真姫のコスプレでラブライブ!四天王の1人としてTwitterなどで話題になる。
2015年、中国、ロシアなど国外のイベントにも出演するようになる。こよみんとしてGGGに参加。
2016年、渋谷にコスプレイヤーやアイドルなどが在籍するAmusement BAR Apare渋谷本店をオープンし、店長を務める。ジェイク・エンタテインメントに所属となる。1st Single「paraiso」リリース。
2018年、BAR Apare全店舗の統括マネージャーに就任。
2019年、Candeeに所属となる。m&nGroup株式会社 飲食事業部 部長に就任。
2020年、GGGの解散に伴い独立し、マネジメント事業部 AxiSManagementを設立。

## 人物
Co-43で「こよみ」と読ませた名前を長く使用していたが「英語と数字を名前に使う奴は大成できない」と言われ、それからこよみで統一している。愛称は「こよみん」であるがファンに向けての一人称は「こよちゃん」を使うことが多い。趣味は読書、カラオケ。好きな食べ物は牛カツ。チョコレートやあんこを使用したお菓子は苦手。コスプレイヤーであるが、コスプレは趣味ではない。親しい友人はコスプレイヤーの五木あきら。お揃いのペアリングを購入するほどだが、お互い「プラトニックな関係」としている。

## 出演

### 公式コスプレ/コンパニオン
- プレメモ&プリコネフェスタ2013[12]
- 東京ゲームショウ2014内「SEGA」
- らしんばん1日店長[13]
- 東京ゲームショウ2015内「Fuji&gumi Games」[14]
- 東京ゲームショウ2016 ANIMAREALガール[15]
- スクエアエニックス スターオーシャン：アナムネシス（イヴリーシュ）[16]
- AnimeJapan2017内「Cygames」グランブルーファンタジー（ジータ）
- PS4®版『BORDER BREAK』 公式コスプレイヤー（ハティ）
- ワンダーフェスティバル 公式コスプレイヤー（ワンダ）

### 出演
- AimingFES公式ニコ生
- スターオーシャン：アナムネシス "STAR OCEAN PROGRAM"[16]
- 「マフィア梶田のYouTuber始めました（仮）」出張版 in 闘会議2017公開収録[17]
- ゲームの電撃感謝祭2017「World of Tanks 公開実況生放送」[18]
- 世界コスプレサミット2018 一番いい撮影エリア ゲスト[19]
- 『LINE: ガンダム ウォーズ』ガンダム ウォーズ放送局＋ MC[20]

### テレビ番組
- テレビ東京「特捜警察 ジャンポリス」[21]
- TBSテレビ「エンタメコロシアム」[22]